# Coppa Svizzera 2019-2020
La Coppa Svizzera 2019-2020, nota come Helvetia Coppa Svizzera 2019-2020 per motivi di sponsorizzazione, è stata la 95ª edizione della manifestazione calcistica, iniziata il 17 agosto 2019 e terminata il 30 agosto 2020. Lo Young Boys ha conquistato il trofeo per la settima volta nella sua storia.
Il Basilea è il club detentore del titolo.

## Formula
Le 10 squadre di Super League e le 9 di Challenge League (il Vaduz non ha il diritto di partecipare in quanto partecipa già alla Coppa del Liechtenstein) sono qualificate direttamente alla competizione. Ad esse si aggiungono 44 squadre provenienti dalla Prima Lega (Promotion League e 1ª Lega) e dalla Lega Amatori, tramite dei turni di qualificazione. L'ultimo posto rimanente è assegnato alla squadra vincitrice del Trofeo SUVA-Fairplay, cioè la squadra dei campionati regionali che ha subito il minor numero di sanzioni disciplinari. Le 64 squadre qualificate si sfidano con il sistema dell'eliminazione diretta in match di sola andata.
La vincitrice della Coppa si qualifica al terzo turno preliminare di UEFA Europa League

## Squadre partecipanti
| Basilea         |
| Lucerna         |
| Lugano          |
| Neuchâtel Xamax |
| San Gallo       |
| Servette        |
| Sion            |
| Thun            |
| Young Boys      |
| Zurigo          |

| Aarau                |
| Chiasso              |
| Grasshoppers         |
| Losanna              |
| Kriens               |
| Sciaffusa            |
| Stade Lausanne-Ouchy |
| Wil                  |
| Winterthur           |

| Bavois              |
| Bellinzona          |
| Black Stars Basilea |
| Cham                |
| Étoile Carouge      |
| Rapperswil-Jona     |
| Stade Nyonnais      |
| YF Juventus         |
| Yverdon             |

| Bassecourt          |
| Bulle               |
| Echallens           |
| Lancy               |
| Linth 04            |
| Meyrin              |
| Olympique de Genève |
| Red Star Zurigo     |
| Wettswil-Bonstetten |
| Wohlen              |

| Allschwil               |
| AS Calcio Kreuzlingen   |
| Freienbach              |
| Gambarogno-Contone      |
| Monthey                 |
| Muri                    |
| Olten                   |
| Pully                   |
| Rotkreuz                |
| Signal Bernex-Confignon |
| Spiez                   |
| Sursee                  |
| Taverne                 |

| 2. Lega                       |
| ----------------------------- |
| Altstätten                    |
| Béroche-Gorgier               |
| Concordia Basilea             |
| Iliria                        |
| Mutschellen                   |
| Perly-Certoux                 |
| Rothorn                       |
| Saxon                         |
| Schoenberg                    |
| Seefeld                       |
| Uster                         |
| Wetzikon                      |
| 4.Lega - Trofeo SUVA-Fairplay |
| Escholzmatt-Marbach           |

## Date[1]
| Turno                   | Data                 |
| ----------------------- | -------------------- |
| Trentaduesimi di finale | 17/18 agosto 2019    |
| Sedicesimi di finale    | 14/15 settembre 2019 |
| Ottavi di finale        | 30/31 ottobre 2019   |
| Quarti di finale        | 3/4 marzo 2020       |
| Semifinali              | 21/22 aprile 2020    |
| Finale                  | 24 maggio 2020       |

## Calendario

### Trentaduesimi di finale
I club di Super League e Challenge League sono teste di serie, pertanto non si possono affrontare direttamente. La squadra di lega inferiore ha il diritto di giocare in casa. Il sorteggio si è tenuto il 28 giugno.
| Squadra 1               | Risultato       | Squadra 2            |
| ----------------------- | --------------- | -------------------- |
| 16 agosto 2019          |                 |                      |
| Étoile Carouge          | 0 - 1           | Young Boys           |
| Concordia Basilea       | 0 - 5           | Lugano               |
| 17 agosto 2019          |                 |                      |
| Red Star Zurigo         | 1 - 3           | Wil                  |
| YF Juventus             | 0 - 3           | Winterthur           |
| Wetzikon                | 1 - 3           | Meyrin               |
| Wohlen                  | 2 - 1           | Wettswil-Bonstetten  |
| Pully                   | 1 - 4           | Basilea              |
| Seefeld                 | 1 - 9           | Grasshoppers         |
| Echallens               | 0 - 6           | Servette             |
| Black Stars Basilea     | 1 - 2           | Zurigo               |
| Altstätten              | 1 - 3           | Bassecourt           |
| Rothorn                 | 1 - 3 (dts)     | Sursee               |
| Taverne                 | 1 - 4           | Kriens               |
| Iliria                  | 1 - 6           | Losanna              |
| Allschwil               | 1 - 10          | Sion                 |
| Bulle                   | 2 - 1 (dts)     | Chiasso              |
| Perly-Certoux           | 0 - 5           | Stade Lausanne-Ouchy |
| Saxon                   | 2 - 4           | Spiez                |
| Rotkreuz                | 0 - 2           | Freienbach           |
| Muri                    | 2 - 3           | Rapperswil-Jona      |
| Gambarogno-Contone      | 0 - 5           | Bellinzona           |
| Monthey                 | 1 - 4           | San Gallo            |
| Mutschellen             | 0 - 3           | Stade Nyonnais       |
| 18 agosto 2019          |                 |                      |
| Linth 04                | 3 - 1           | Sciaffusa            |
| Cham                    | 2 - 2 (1-3 dtr) | Aarau                |
| Béroche-Gorgier         | 1 - 1 (5-4 dtr) | Olten                |
| Signal Bernex-Confignon | 0 - 2           | Thun                 |
| Escholzmatt-Marbach     | 0 - 14          | Bavois               |
| Schoenberg              | 1 - 5           | Olympique de Genève  |
| Uster                   | 1 - 3           | Lancy                |
| Yverdon                 | 1 - 2           | Neuchâtel Xamax      |
| AS Calcio Kreuzlingen   | 0 - 2           | Lucerna              |

### Sedicesimi di finale
I club di Super League sono teste di serie, pertanto non si possono affrontare direttamente. La squadra di lega inferiore ha il diritto di giocare in casa. Il sorteggio si è tenuto al termine del primo turno.
| Squadra 1           | Risultato   | Squadra 2            |
| ------------------- | ----------- | -------------------- |
| 13 settembre 2019   |             |                      |
| Grasshoppers        | 1 - 0       | Servette             |
| Winterthur          | 2 - 0       | San Gallo            |
| 14 settembre 2019   |             |                      |
| Spiez               | 0 - 4 (dts) | Linth 04             |
| Sursee              | 1 - 2       | Bulle                |
| Freienbach          | 2 - 11      | Young Boys           |
| Olympique de Genève | 1 - 2       | Bavois               |
| Béroche-Gorgier     | 2 - 1       | Lancy                |
| Kriens              | 2 - 4       | Stade Lausanne-Ouchy |
| Losanna             | 3 - 0       | Lugano               |
| Meyrin              | 0 - 3       | Basilea              |
| Wil                 | 1 - 2       | Zurigo               |
| 15 settembre 2019   |             |                      |
| Stade Nyonnais      | 0 - 1       | Thun                 |
| Bellinzona          | 1 - 2       | Neuchâtel Xamax      |
| Bassecourt          | 0 - 3       | Rapperswil-Jona      |
| Aarau               | 1 - 2       | Sion                 |
| Wohlen              | 0 - 4       | Lucerna              |

### Ottavi di finale
| Squadra 1            | Risultato | Squadra 2       |
| -------------------- | --------- | --------------- |
| 29 ottobre 2019      |           |                 |
| Béroche-Gorgier      | 1 - 7     | Bavois          |
| 30 ottobre 2019      |           |                 |
| Grasshoppers         | 0 - 1     | Lucerna         |
| Winterthur           | 1 - 0     | Thun            |
| Linth 04             | 0 - 2     | Sion            |
| Stade Lausanne-Ouchy | 1 - 2     | Basilea         |
| Young Boys           | 4 - 0     | Zurigo          |
| 31 ottobre 2019      |           |                 |
| Bulle                | 2 - 3     | Rapperswil-Jona |
| Losanna              | 6 - 0     | Neuchâtel Xamax |

### Quarti di finale
| Squadra 1       | Risultato   | Squadra 2  |
| --------------- | ----------- | ---------- |
| 14 giugno 2020  |             |            |
| Losanna         | 2 - 3 (dts) | Basilea    |
| 5 agosto 2020   |             |            |
| Winterthur      | 4 - 0       | Bavois     |
| 6 agosto 2020   |             |            |
| Lucerna         | 1 - 2 (dts) | Young Boys |
| Rapperswil-Jona | 1 - 2       | Sion       |

### Semifinale
| Squadra 1      | Risultato | Squadra 2  |
| -------------- | --------- | ---------- |
| 9 agosto 2020  |           |            |
| Young Boys     | 3 - 1     | Sion       |
| 25 agosto 2020 |           |            |
| Basilea        | 6 - 1     | Winterthur |

### Finale
| Arbitro: | Sandro Schärer |

|              |           |                         |
| Alderete 42’ | Marcatori | 50’ Nsame 89’ Spielmann |